# 紅旗-17地對空飛彈系統
紅旗-17（北約代號：CH-SA-15)是一种从道爾-M1衍生而来的全天候、中低空、近程地对空导弹系统。 

## 发展
1996年，中国从俄罗斯订购了14套道爾-M1飛彈系统，并于1997年交付給中國。1999年，中國和俄羅斯签署了另一份購買13套道爾-M1飛彈系统的合同。並在2000年交付給中國
紅旗-17于2013年初左右進入解放軍陸軍服役，在2015年中國軍隊首次公開該飛彈系統。在2018年的珠海航展上展示了一种名为FM-2000的出口型号。 

## 設計
紅旗-17对道爾-M1系統進行了多項改進。紅旗-17结合了国产全地形履带式火箭運載車、並安裝了位于搜索雷达顶部的新型敌我识别(IFF)天线以及相控陣雷达以提高抗干擾能力，並能夠與其他車輛進行數據交換。
一個典型的紅旗-17防空連由1辆指揮車、4辆飛彈發射車、2辆NG-80装填车、2辆NG-80弹药运输车和其他保障车组成。虽然紅旗-17經常不使用動力車依靠自身電池運行，但它也可以从監視雷達接收敵方目標數據。
紅旗-17旨在跟隨機械化部隊以提供防空掩護，並保護重要的軍事設施。

### 武器
紅旗-17飛彈在外觀上與道爾-M1相似，重量約 165 kg，長度約 2.9 米，彈體直徑約 0.23 米。攔截目標的射程則是1.5km到20km，相比道爾-M1的飛彈射程略长，射高為10m到10km。飛彈制导系统包括通过跟踪雷达、电视瞄准和發射車上的热瞄准器进行半主动雷达制导。每辆车携带2×4导弹筒，共8枚导弹，隨行的 SX2306 装填车一次可装填4枚导弹。 

### 火控系統
每辆發射車携带一台PESA搜索雷达和一台AESA制导雷达。紅旗-17的PESA搜索雷达比原来的道爾-M1系统的雷達探測距離更远，探测距离可達45公里。该系統最多可以同時监視48个目标，跟蹤24个目标，并同时与2个目标交战。其他輔助设备包括激光测距仪、熱跟蹤瞄準器和電視跟蹤瞄準器。

### 發射車輛
紅旗-17發射車将飛彈和雷达系统集成在一个底盘上，能够在没有其他輔助车辆的情况下独立运行。履帶式發射車重约 32 公吨，长 8 米，高 3.2 米，宽 4 米。根據報道，它由約750-800馬力的柴油發動機提供動力，最高時速約为65公里/小时，续航里程为600公里。輪式發射車由东风生產，類似於白俄羅斯的MZKT-6922 6x6 輪式底盘。車重约30吨，长约 9.7 m，高 3.1 m，宽约 3.7 m。車輛包括一个全輪驅動变速器、一个中央輪胎充氣系統和一个擁有少量裝甲的車體，可以抵擋轻武器射击和炮弹碎片。据报道，它由大约400马力的柴油发动机提供动力，最高时速为80公里/小时，续航里程为800公里。 輪式車輛的一個主要改進是可以使車輛在行進間開火。

## 变体
- 紅旗-17 - 履帶式發射車變體
- 紅旗-17A - 輪式發射車變體
- FM-1000/2000 - 紅旗-17A的彈炮合一版本，類似鎧甲-S1導彈，採用傾斜式發射架並具有针对多个目标的升级版电子对抗（ECM）。 [11]
- FM-3000（英语：FM-3000） - FM-2000改進型，导弹射程升級至30公里。
- 紅旗-17AE -紅旗-17A出口型号。[12] [13]
- 航天科工反无人机系统 - 2022年亮相珠海航展。它包括紅旗-17AE和QW-12近程导弹、DK-1低空搜索雷达、ZR-1500无人机防御系统和ZK-K20地面指揮站。[14] [15]

## 使用者
- 中华人民共和国：中国人民解放军陆军，截至2022年有250個系統在役[1][16]。
- 沙烏地阿拉伯：沙烏地阿拉伯陸軍（英语：Saudi Arabian army），有未知數量的紅旗-17AE系統在役[17]。
- 塞爾維亞：紅旗-17AE
- ：紅旗-17AE